# 印度軟體技術園區
印度軟體技術園區 （英語：Software Technology Parks of India, 簡稱STPI）隸屬於印度電子資訊科技部 (簡稱MeitY) ，是一個科技自主協會，致力於推動資訊科技 (IT)、資訊科技委外服務 (ITeS) 產業、創新、研究開發、新創企業，以及在新興技術領域的產品/智慧財產權 (IP) 創造。STPI自1991年成立以來，一直致力於在印度全國實現公平和包容的IT驅動增長，進而促進軟體出口、科學、技術與創新 (STI) 和軟體產品開發。
STPI總部設於新德里，並在全國各地設有14個司法管轄區理事會和67個中心，業務已擴展到全印度，以支援IT/ITeS產業。目標是讓其成為印度最大的科技新創生態系統，並一直努力將印度轉變為《2019年國家軟體產品政策》(NPSP) 所設想的軟體產品國家。
STPI為實現這一目標而建立一種協作模式，其中政府、產業、學術界和其他利害關係人都在為新創企業提供端到端支援方面發揮有關鍵作用。STPI為促進研發、創新、產品和智慧財產權的創造，在印度全國為新創企業提供最先進的基礎設施、技能培訓、指導、市場連結和其他必要支援。
新興技術包括物聯網、區塊鏈、人工智慧、機器學習、電腦視覺、機器人學、擴增實境與虛擬實境、動畫與視覺效果、資料科學與分析等，應用於金融科技、農業技術、醫療科技 (MedTech)、自動駕駛聯網電動共享行動 (ACES) 交通、電子系統設計與製造 (ESDM)、電腦安全 (網路安全)、遊戲、第四次工業革命 (Industry 4.0)、無人航空載具、效率提升 (Efficiency Augmentation) 等多個領域。
STPI還推出"下一代孵化計畫"(NGIS)，這是一項前瞻性的計畫，目的在提供全面的支援和服務，並向遍佈印度12個STPI孵化設施（位於阿加爾塔拉、比萊、博帕爾、布巴內什瓦爾、德拉敦、古瓦哈蒂、齋浦爾、勒克瑙、普拉亞格拉吉、莫蒂哈里、巴特那和維傑亞瓦達）的新創企業提供種子資金。為進一步加強印度的新創生態系統，STPI設立各種先進技術實驗室，讓新創企業能利用這些設施自主開發創新的技術產品和解決方案。
STPI自成立以來一直致力於在印度全國實現公平和包容的IT驅動增長。反過來也促進軟體出口、科學、技術與創新 (STI) 和軟體產品開發。STPI與所有利害關係人密切合作，在將印度轉變為首選IT目的地方面發揮有關鍵作用。STPI註冊單位的軟體出口額從2010-11財政年度的21,526.4億（2.15264兆（萬億））盧比增長到2022-23財政年度的84,839.82億盧比，在13年內增長近四倍。而2021-22財政年度和2022-23財政年度，卡納塔卡邦、哈里亞納邦、泰倫加納邦、坦米爾那都邦、馬哈拉什特拉邦和北方邦合計佔有印度STPI軟體出口總額的近95%。。引發印度IT產業高速增長的第一個歷史事件是該國於1989年在邦加羅爾、布巴內斯瓦爾和浦那建立三個軟體技術園區 (STP)。這三個STPI隨後於1991年合併，成立單一實體"印度軟體技術園區"。

## 概覽
STPI提供基礎設施、技能培訓、指導、市場連結並支持新創企業。
在STPI註冊的單位於2019-20財政年度的出口額達到4.21兆盧比，估計在2021財政年度上半年已達2.49兆盧比，而在2022-23財政年度已達84,839.82盧比（8.483982兆盧比）。
STPI諾伊達分部在2019-20財政年度的IT/ITeS出口額達5,279.5億盧比，讓當地成為印度北部的主要IT中心。STPI諾伊達註冊單位的出口額在1999-2000財政年度為24.5億盧比，於20年間成長超過21倍。
STPI註冊單位的出口額從1992-93財政年度的5.2億盧比，成長到2022-23年的8.484兆盧比。聯邦電子與資訊科技部國務部長拉吉夫·錢德拉塞卡於2022年12月在提交聯邦院（印度國會上議院） 所問的書面答覆中表示，註冊於STPI的IT單位在2021-22年出口為6.29兆盧比。

## 創業中心
企業及學術機構共同合作設立特定領域的創業中心 (Centre of Entrepreneurship, CoE) 。並於2020年在古爾岡的STPI孵化中心成立區塊鏈創業中心。
- 在坦米爾那都邦清奈成立名為FinBlue的金融科技中心
- 在馬哈拉什特拉邦浦那成立名為MOTION的創業中心
- 在旁遮普邦莫哈利（英语：Mohali）成立名為NEURON的科技中心，為新創企業提供解決方案
- 在哈里亞納邦古爾岡成立名為Apiary的創業及區塊鏈中心
- 在泰倫加納邦海德拉巴成立名為IMAGE的創業中心
- 在北方邦勒克瑙成立醫療科技中心
- 在卡納塔卡邦邦加羅爾成立物聯網開放實驗室
- 在奧里薩邦布巴內什瓦爾成立電子創業園區
- 在奧里薩邦布巴內什瓦爾成立虛擬實境/擴增實境卓越中心
- 在奧里薩邦布巴內什瓦爾成立數位製造實驗室[18]
- 在奧里薩邦布巴內什瓦爾成立國家資料儲存庫[19]
- 在阿薩姆邦古瓦哈蒂成立農業物聯網卓越中心
- 在梅加拉亞邦西隆成立動畫卓越中心。
- 在曼尼普爾邦因帕爾成立擴增實境/虛擬實境卓越中心

### 電子創業園區
STPI與印度電子和半導體協會（India Electronics and Semiconductor Association, 簡稱IESA) 成立一合資企業，以設立"電子創業園區"。這個園區的目標是在未來五年內，支持50家專注於電子產品設計與開發的新創公司。這項倡議是印度政府印度製造倡議中的一部分，並與創業及創新重點相符。目前已有兩個電子創業園區分別設在新德里和布巴內斯瓦爾。

## 印度商業流程委外推廣計畫

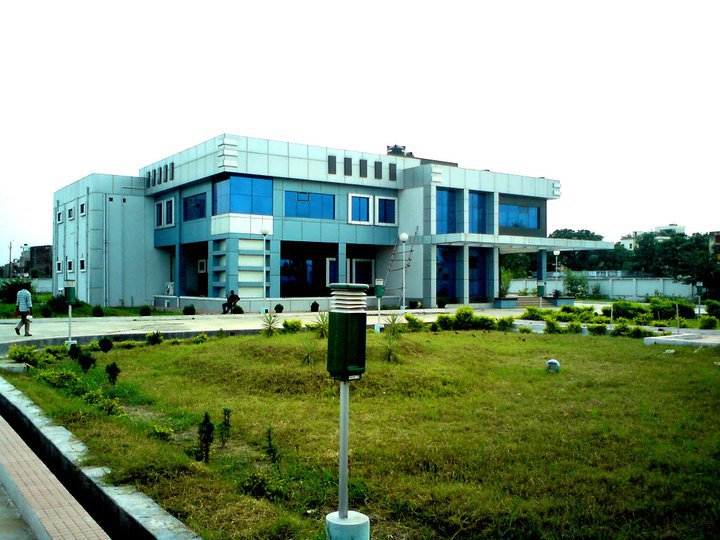
設於比哈爾邦巴特那的一處軟體技術園區。

STPI在數位印度倡議下構想並推出印度商業流程委外推廣計畫 (India BPO Promotion Scheme, IBPS)。這項計畫的目的是鼓勵在印度全國設立可聘用48,300個工作職位的商業流程委外/資訊科技委外服務 (BPO/ITeS）營運中心 。STPI是隸屬MeitY，負責此計畫的節點機構。STPI總幹事宣佈將在全國設立48,000個此類工作職位，目標是為相關產業創造72,450個就業機會。印度政府根據兩項計畫 - "印度商業流程委外推廣計畫"和"東北地區業流程委外推廣計畫 - 為每個職位提供高達10萬盧比的財政支持。總計將撥款49.3億盧比，按各邦人口比例分配。截至2021年4月，印度商業流程委外推廣計畫 (IBPS) 報告已創造39,390個就業機會。
在"印度商業流程委外推廣計畫"下，安德拉邦的維沙卡帕特南已創造出10,000個就業機會。該邦在印度全國48,300個工作職位中，創造出13,792個。

## 組織與管理
STPI設有九個管轄理事會和60個由總幹事領導的中心，其業務遍及全印度，以支持IT/ITeS產業。
STPI運用內部工程資源，提供諮詢、培訓和提供服務。這些服務涵蓋多個領域的網路設計、系統整合、應用網路及設施的安裝、操作與維護。STPI的流程發展符合品質管理系統，並遵循ISO 9000中的9001認證。STPI計畫為註冊單位提供多種優惠，包括100%外資持股、稅務優惠、免關稅進口、免稅本地採購、中央銷售稅 (Central Sales Tax，CST) 退款、國內關稅區銷售 (Domestic Tariff Area，DTA) 權利（出口導向型單位將產品銷售到國內市場視同出口，享有稅務優惠的權利和限額）等。

## 職責
STPI單位在2010-11財政年度的軟體和資訊科技出口額達到2.15兆盧比。其中，數量最大的邦是卡納塔卡邦，其次是馬哈拉什特拉邦、坦米爾那都邦、哈里亞納邦和泰倫加納邦。STPI在印度許多主要城市都設有據點，包括邦加羅爾、清奈、海得拉巴、提魯沃嫩塔布勒姆、坎普爾、巴特那、布巴內斯瓦爾、加爾各答 、孟買、那格浦爾、瓦朗加爾、甘地納加、卡基納達、勒克瑙、浦那、蘇拉特、蒂魯帕蒂、維傑亞瓦達和維沙卡帕特南等。
STPI中心除管理STP計畫外，還提供多種服務，包括高速數據通訊、孵化設施、顧問、網路監控、資料中心和資料託管。STPI為印度國家網路交換中心 (National Internet Exchange of India) 提供實體託管服務。
根據《印度1961年所得稅法》第10A條，適用於STPI單位的稅務優惠已於2011年3月到期。印度政府決定不應IT單位的要求延長第10A條的優惠，大多數STPI註冊的中小型企業 (SME) 將會受到影響，現在必須為出口所得的利潤繳納所得稅。

## 出口獎勵
STPI與印度各邦政府合作提供出口獎勵。

## IT/ITeS註冊單位的出口額
STPI註冊的IT/ITeS單位，其整體出口額從2013-14財政年度的2.73313兆盧比增加到2014-15財政年度的2.93797兆盧比，增長7.49%。2014-15財政年度的出口細分如下：
- 根據1992年的《外貿發展與管制法》(FTDR Act, 1992)，利用STP計畫服務的單位，其出口額為28,438.41億盧比（約2.84兆盧比）。
- 僅利用軟體出口認證服務 (Softex attestation services) 的單位，其出口額為941.24億盧比（約0.941兆盧比）。[34][35][36]

| 過去10年STPI註冊單位的出口額（單位：億盧比） |              |              |              |              |              |              |              |              |              |              |
|                                              |              |              |              |              |              |              |              |              |              |              |
| 各邦/聯邦屬地名稱                            | 2010-11 財年 | 2011-12 財年 | 2012-13 財年 | 2013-14 財年 | 2014-15 財年 | 2015-16 財年 | 2016-17 財年 | 2017-18 財年 | 2018-19 財年 | 2019-20 財年 |
| 安德拉邦                                     | 28674.57     | 28948.00     | 34492.00     | 36752.95     | 379.54       | 477.90       | 526.69       | 702.29       | 730.64       | 846.77       |
| 阿薩姆邦                                     | 10.00        | 6.58         | 0.92         | 0.88         | 1.35         | 0.18         | 10.50        | 21.09        | 20.06        | 22.27        |
| 比哈爾邦                                     | --           | 17.00        | 8.14         | 9.70         | 10.63        | 7.25         | 4.65         | 0.03         | 0.03         | --           |
| 昌迪加爾（聯邦屬地）                         | 413.90       | 492.76       | 405.10       | 558.49       | 519.89       | 700.79       | 758.82       | 668.27       | 490.81       | 573.49       |
| 恰蒂斯加爾邦                                 | 4.58         | 8.58         | 12.29        | 17.48        | 18.63        | 23.29        | 36.79        | 36.75        | 63.03        | 86.77        |
| 德里國家首都轄區                             | 1541.20      | 3604.39      | 1461.51      | 1173.02      | 2217.90      | 1442.30      | 1483.60      | 1662.82      | 2363.45      | 1861.34      |
| 果阿邦                                       | --           | --           | --           | 77.00        | 94.59        | 117.17       | 85.13        | 82.79        | 79.66        | 136.21       |
| 古吉拉特邦                                   | 1250.99      | 1116.05      | 982.40       | 1442.48      | 1917.80      | 2224.60      | 2363.50      | 2681.14      | 3101.06      | 3570.80      |
| 哈里亞納邦                                   | 13650.75     | 13506.81     | 15363.69     | 18327.40     | 17858.00     | 19265.00     | 20874.00     | 22182.85     | 24220.32     | 25478.77     |
| 喜馬偕爾邦                                   | 0.90         | 0.87         | 6.28         | 4.67         | 8.35         | 5.16         | 6.97         | 7.58         | 5.82         | 5.13         |
| 查謨和喀什米爾 (聯邦屬地)                    | 0.80         | 0.76         | 1.41         | 2.18         | 2.45         | 3.35         | 3.58         | 3.92         | 5.30         | 6.24         |
| 賈坎德邦                                     | 2.10         | 6.26         | 7.04         | 8.66         | 7.00         | 49.16        | 2.00         | 6.64         | 11.57        | 14.24        |
| 卡納塔卡邦                                   | 70240.93     | 82110.00     | 95048.25     | 103720.16    | 109798.00    | 125419.00    | 141846.00    | 152280.16    | 169699.08    | 194473.38    |
| 喀拉拉邦                                     | 2071.67      | 1982.64      | 2240.70      | 2665.12      | 2867.80      | 3008.90      | 3534.50      | 3296.56      | 3901.88      | 3620.47      |
| 中央邦                                       | 246.89       | 237.23       | 244.54       | 301.99       | 343.38       | 355.00       | 516.18       | 613.82       | 786.95       | 756.72       |
| 馬哈拉什特拉邦                               | 49873.78     | 46262.90     | 49796.30     | 55419.79     | 61314.00     | 64064.00     | 69010.00     | 74580.15     | 85595.37     | 91513.90     |
| 梅加拉亞邦                                   | 1.64         | 2.24         | 2.59         | 2.84         | 4.21         | 6.31         | 7.70         | 8.62         | 14.74        | 15.00        |
| 奧里薩邦                                     | 1253.29      | 1410.00      | 1702.43      | 1919.09      | 1940.00      | 2179.70      | 2493.40      | 2503.88      | 2510.40      | 2496.33      |
| 朋迪治理                                     | 110.25       | 118.20       | 117.20       | 120.00       | 153.26       | 182.55       | 239.21       | 253.01       | 252.70       | 125.07       |
| 旁遮普邦                                     | 438.43       | 351.04       | 505.21       | 340.38       | 336.34       | 324.83       | 369.93       | 420.54       | 588.76       | 558.83       |
| 拉賈斯坦邦                                   | 491.65       | 493.63       | 637.76       | 664.06       | 712.27       | 803.97       | 997.32       | 989.22       | 1255.85      | 1211.87      |
| 錫金邦                                       | --           | --           | --           | --           | --           | --           | 38.29        | 19.20        | 22.31        | 19.43        |
| 坦米爾那都邦                                 | 28289.75     | 29081.80     | 29182.80     | 29880.20     | 33276.00     | 33905.00     | 34563.00     | 36848.70     | 40457.08     | 45570.77     |
| 泰倫加納邦                                   | --           | --           | --           | --           | 39186.00     | 41480.00     | 46429.00     | 50795.82     | 57527.45     | 64525.90     |
| 北方邦                                       | 10944.75     | 44.92        | 13194.68     | 13352.66     | 13740.00     | 16451.00     | 17237.00     | 18508.46     | 20098.88     | 22118.66     |
| 北阿坎德邦                                   | 86.32        | 10989.39     | 54.54        | 69.27        | 74.67        | 82.57        | 89.88        | 130.42       | 150.10       | 137.85       |
| 西孟加拉邦                                   | 5665.00      | 5920.00      | 6030.00      | 6482.22      | 7015.00      | 6990.00      | 7152.00      | 6683.00      | 7150.00      | 7180.13      |
| 合計                                         | 215264.14    | 226712.05    | 251497.78    | 309716.87    | 293796.50    | 319568.97    | 350679.70    | 375987.73    | 421103.30    | 466926.35    |

## 外部連結
- Official website

Template:Ministry of Electronics and Information Technology (India)